# Kevin Williams
Kevin Eugene Williams (Nueva York, Nueva York, 11 de septiembre de 1961) es un exjugador de baloncesto estadounidense que jugó cinco temporadas en la NBA, además de hacerlo en la CBA. Con 1,90 metros de estatura, lo hacía en la posición de escolta.

## Trayectoria deportiva

### Universidad
Jugó durante cuatro temporadas con los Red Storm de la Universidad St. John's, en las que promedió 7,0 puntos, 1,3 asistencias y 1,5 rebotes por partido,

### Profesional
Fue elegido en la cuadragésimo sexta posición del Draft de la NBA de 1983 por San Antonio Spurs, donde sólo llegó a jugar 19 partidos, en los que promedió 3,9 puntos y 2,3 asistencias, antes de ser despedido en el mes de diciembre. Completó la temporada en los Ohio Mixers de la CBA, hasta que ya comenzada la temporada 1984-85 fichó por diez días por Cleveland Cavaliers, contrato que se amplió hasta el final de la campaña, promediando 3,5 puntos y 1,4 rebotes por partido.
Tras volverse a quedar sin equipo, jugó al año siguiente en tres equipos diferentes de la CBA, hasta que Seattle SuperSonics le hizo un contrato por una temporada en el verano de 1986. Finalmente disputó dos temporadas con el equipo del estado de Washington, siendo la mejor de ellas y de su carrera la última, en la que acabó promediando 6,3 puntos como suplente de Nate McMillan.
Al año siguiente no fue protegido por su equipo en el Draft de Expansión que se celebró por la llegada de dos nuevos equipos a la liga, siendo elegido por los Miami Heat, quienes sin embargo declinaron la opción de hacerse con sus servicios, firmando finalmente como agente libre por New Jersey Nets, de donde fue despedido ya avanzada la temporada, la cual la terminó jugando con Los Angeles Clippers.
Continuó jugando en la CBA durante 6 temporadas más en 5 equipos diferentes, hasta retirarse en 1995.

## Estadísticas de su carrera en la NBA

### Temporada regular
| Temporada | Edad | Equipo               | Liga | P   | TIT | MIN  | TC  | TCA | %TC  | 3P  | 3PA | %3P  | TL  | TLA | %TL  | R.OF. | R.DEF. | REB | ASIS | ROB | TAP | PER | FP  | PTS |
| 1983-84   | 22   | San Antonio Spurs    | NBA  | 19  | 0   | 10.5 | 1.3 | 3.1 | .431 | 0.0 | 0.1 | .000 | 1.3 | 1.7 | .781 | 0.2   | 0.5    | 0.7 | 2.3  | 0.4 | 0.2 | 1.2 | 2.2 | 3.9 |
| 1984-85   | 23   | Cleveland Cavaliers  | NBA  | 46  | 4   | 9.0  | 1.3 | 2.9 | .433 | 0.0 | 0.1 | .000 | 1.0 | 1.4 | .734 | 0.4   | 1.0    | 1.4 | 1.3  | 0.5 | 0.1 | 1.1 | 1.9 | 3.5 |
| 1986-87   | 25   | Seattle SuperSonics  | NBA  | 65  | 0   | 10.8 | 2.0 | 4.6 | .446 | 0.0 | 0.1 | .000 | 0.8 | 1.0 | .833 | 0.7   | 0.6    | 1.3 | 1.0  | 0.7 | 0.1 | 1.0 | 2.4 | 4.9 |
| 1987-88   | 26   | Seattle SuperSonics  | NBA  | 80  | 9   | 13.6 | 2.5 | 5.6 | .442 | 0.0 | 0.1 | .143 | 1.3 | 1.5 | .844 | 0.8   | 0.8    | 1.6 | 1.2  | 0.8 | 0.1 | 0.9 | 2.6 | 6.3 |
| 1988-89   | 27   | TOTAL                | NBA  | 50  | 0   | 10.9 | 1.6 | 4.0 | .405 | 0.0 | 0.1 | .167 | 0.9 | 1.2 | .780 | 0.6   | 0.8    | 1.4 | 1.1  | 0.6 | 0.2 | 1.0 | 1.8 | 4.2 |
| 1988-89   | 27   | New Jersey Nets      | NBA  | 41  | 0   | 10.6 | 1.6 | 4.1 | .399 | 0.0 | 0.1 | .167 | 1.0 | 1.2 | .784 | 0.5   | 0.8    | 1.2 | 0.9  | 0.6 | 0.2 | 1.0 | 1.8 | 4.3 |
| 1988-89   | 27   | Los Angeles Clippers | NBA  | 9   | 0   | 12.7 | 1.6 | 3.6 | .438 | 0.0 | 0.0 |      | 0.7 | 0.9 | .750 | 1.0   | 1.2    | 2.2 | 1.9  | 0.6 | 0.3 | 1.1 | 1.9 | 3.8 |
| Total     |      |                      | NBA  | 260 | 13  | 11.3 | 1.9 | 4.4 | .435 | 0.0 | 0.1 | .077 | 1.1 | 1.3 | .805 | 0.6   | 0.8    | 1.4 | 1.2  | 0.6 | 0.1 | 1.0 | 2.2 | 4.9 |

### Playoffs
| Temporada | Edad | Equipo              | Liga | P  | MIN | TCA | TC  | 3PA | 3P | TLA | TL | R.OF. | REB | ASIS | ROB | TAP | PER | FP | PTS | %TC  | %3P  | %FT  | MIN  | PTS | REB | AST |
| 1984-85   | 23   | Cleveland Cavaliers | NBA  | 2  | 7   | 1   | 2   | 0   | 0  | 0   | 0  | 0     | 0   | 1    | 0   | 0   | 0   | 1  | 2   | .500 |      |      | 3.5  | 1.0 | 0.0 | 0.5 |
| 1986-87   | 25   | Seattle SuperSonics | NBA  | 14 | 255 | 45  | 94  | 0   | 2  | 30  | 40 | 19    | 34  | 30   | 16  | 1   | 10  | 44 | 120 | .479 | .000 | .750 | 18.2 | 8.6 | 2.4 | 2.1 |
| 1987-88   | 26   | Seattle SuperSonics | NBA  | 5  | 70  | 7   | 16  | 0   | 2  | 0   | 0  | 6     | 8   | 9    | 3   | 0   | 4   | 15 | 14  | .438 | .000 |      | 14.0 | 2.8 | 1.6 | 1.8 |
| Total     |      |                     | NBA  | 21 | 332 | 53  | 112 | 0   | 4  | 30  | 40 | 25    | 42  | 40   | 19  | 1   | 14  | 60 | 136 | .473 | .000 | .750 | 15.8 | 6.5 | 2.0 | 1.9 |